# Othon de Bamberg
Othon Ier, évêque de Bamberg (né vers 1060; † 30 juin 1139), évangélisa la Poméranie. Il a été canonisé en 1189.

## Biographie
Selon les indications sporadiques des chroniqueurs, sa famille aurait appartenu à la noblesse souabe. Toutes les tentatives pour déterminer son lieu de naissance sont demeurées à ce jour infructueuses, surtout du fait des contradictions entre les sources primaires. Un courant historique prétend qu'il ne serait pas natif de Souabe, mais de Franconie (cf. Maison de Mistelbach). Il a été vraisemblablement formé à l’abbaye de Hirsau ou une congrégation-sœur.
En 1082, Judith, sœur de l’empereur Henri IV, épousa le duc de Pologne Ladislas Ier Herman, et Othon l'accompagna comme chapelain à la cour de Ladislas. Puis en 1091 il fut appelé à la cour de Henri IV, devint chancelier de l'empereur et dirigea les travaux de la cathédrale de Spire. En 1102 l'empereur fait de lui le huitième évêque de Bamberg. Ce diocèse était alors en proie à la confusion, avec des territoires morcelés et difficiles à gouverner. Pour consolider son pouvoir, Othon fonda ou réforma plusieurs congrégations, dont l'abbaye d'Arnoldstein, et fit construire quelques châteaux forts. Il fit reconstruire la cathédrale de Bamberg incendiée en 1081 sous le règne de Henri II. En 1109, il consacrait l'église Saint-Jacques de Bamberg.

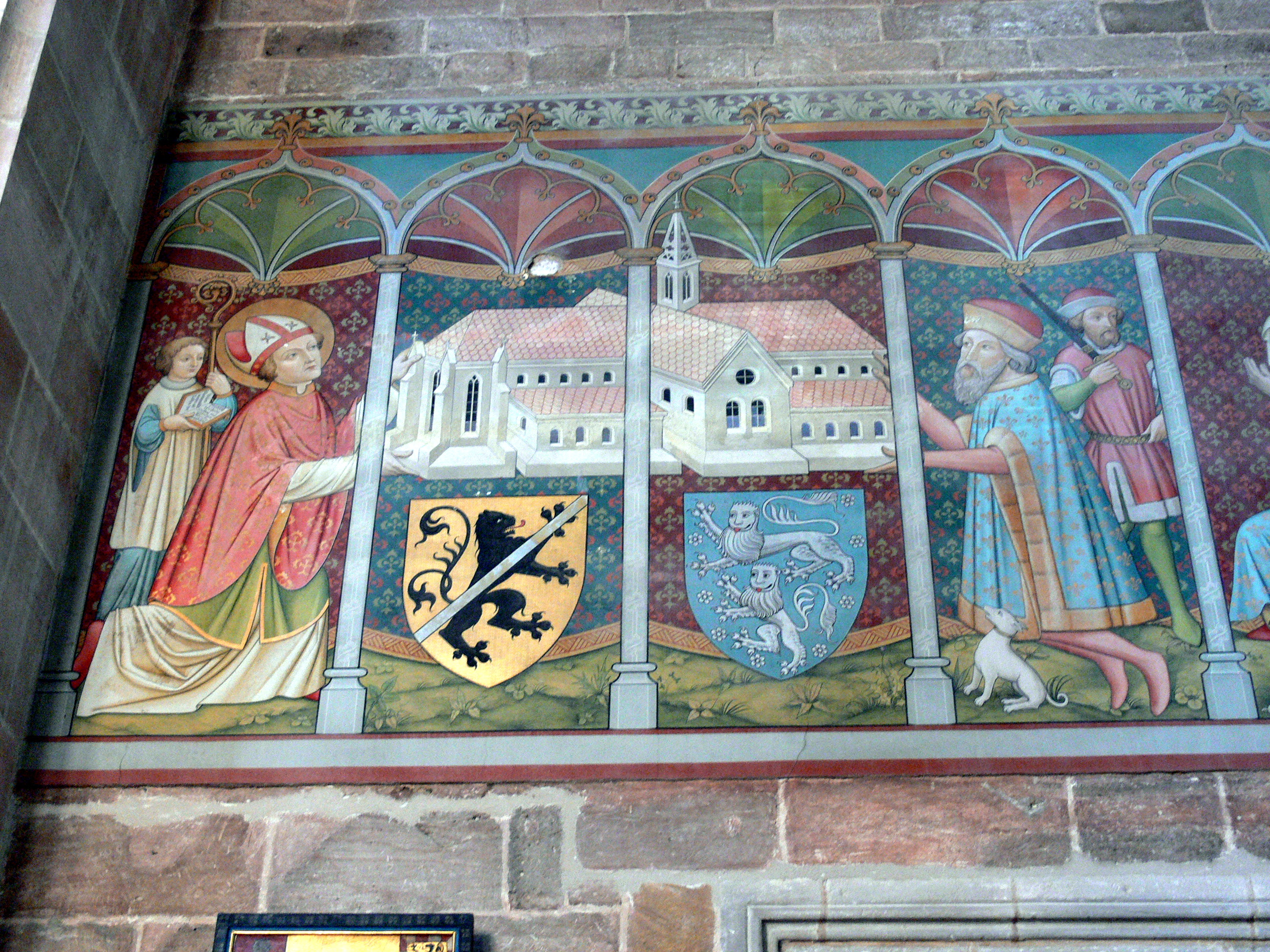
Tapisserie de l'abbaye de Heilsbronn (XV) : l'évêque Othon et le comte Rapoton d'Abenberg devant une maquette de l'abbaye.

Othon tenta d'apaiser la querelle des investitures opposant le pape l'empereur. En 1106, lors de son ambassade vers le pape Pascal II, il fut consacré contre son gré évêque d'Anagni. S'étant rangé aux côtés de Henri V lorsque la querelle des investitures reprit, il fut démis de ses fonctions par le cardinal légat Cunon de Préneste en 1118 au synode de Fritzlar ; toutefois, il collabora de façon décisive à la rédaction des conclusions du concordat de Worms de 1122, qui mit un terme au différend entre l'empire et la papauté.
Enfin Othon évangélisa la Poméranie, et cela à la suite des circonstances suivantes. Le duc de Pologne Boleslas III Bouche-Torse, qui venait de soumettre en 1121-22 la Poméranie, nation païenne et jusque-là indépendante, voyait dans la christianisation du pays le seul moyen d'en conserver définitivement la possession. Mais les premières tentatives d'un  missionnaire d’Espagne, l’évêque Bernhard, avaient tourné au fiasco. Alors le duc Boleslas pria Othon de l'assister dans sa tâche. En deux missions, en 1124-1125 puis en 1128, Othon parcourut la Poméranie. Il baptisa un grand nombre d'hommes et parvint à faire détruire plusieurs sanctuaires slaves : et c'est pour cette raison qu'Othon est aujourd'hui encore vénéré comme l’« apôtre de la Poméranie ».
Othon mit un terme à diverses pratiques païennes comme la polygamie, l’exposition des nouveau-nés de sexe féminin, la magie et la divination, la superstition et la construction de sanctuaire. Son biographe, Herbord de Michelsberg, décrit ainsi son action à Stettin en terre païenne :
« L'évêque et ses prêtres, armés de haches et de piques, commencèrent par détruire les édifices sacrés. Lorsque le peuple vit que ses dieux ne se défendaient pas, il se joignit aux déprédations. Othon ne laissa subsister qu'un seul des chênes sacrés, contre la promesse qu'on ne viendrait plus y tenir d'oracles »— Herbord de Michelsberg, Dialogus de vita Ottonis episcopi Babenbergensis, II, 30-31.

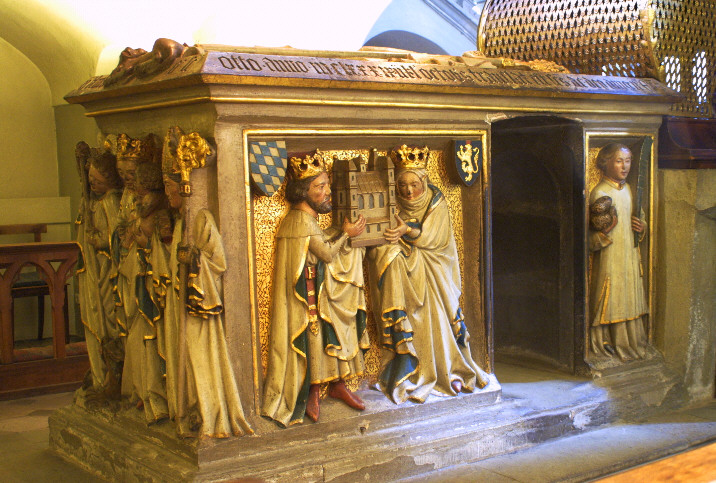
Stèle funéraire de Saint Othon à Saint-Michel de Bamberg.

Ainsi, par son action politique et prosélyte, Othon reste comme l’un des plus grands évêques de Bamberg. Sa crosse épiscopale est conservée au musée diocésain de Bamberg. Selon ses dernières volontés, sa sépulture se trouve dans l’abbaye Saint-Michel de Bamberg (en), détruite par un tremblement de terre et qu'il avait fait reconstruire entre 1117 et 1121. Le tombeau de 1340 comporte un passage inférieur dans son soubassement, qui permet aux pèlerins de s'approcher au plus près des reliques (cf. photo ci-contre) : la tradition veut que tout fidèle passant sous ce cercueil soit guéri du mal de dos.

## Monument et célébrations
Othon a été canonisé en 1189. Son jour commémoratif est le 30 juin,, et dans le diocèse de Bamberg le 30 septembre. Il est l'un des deux saints patrons de l’archidiocèse de Berlin.
La grande église de Stettin, qui subsista de 1346 à 1575, lui était consacrée. Outre l'église Saint-Othon de Bamberg, il y a une église Saint-Othon à Hof et à Mischelbach (en).
Il y a des statues et des édifices consacrés à la mémoire d'Othon dans de nombreuses villes. À Bamberg même, il y a les monuments de la place Othon (Ottoplatz), devant l'école maternelle de la Jäckstraße et en face de l’église paroissiale Saint-Othon, ainsi que la fontaine d'Othon.
Un buste, œuvre du sculpteur Walter Schott était exposé dans l'ancienne Siegesallee de Berlin (groupe 1) aux côtés du fondateur de la Marche de Brandebourg, Albrecht l'Ours et de l'évêque Wigger de Brandebourg ; il est désormais exposé à la citadelle de Spandau.
Une autre statue se trouve dans la cour d'honneur du château des ducs de Poméranie à Stettin.
Un tableau représentant Othon est exposé au Walhalla non loin de Ratisbonne.
Un portrait contemporain d'Othon de Bamberg se trouve sur une fresque romane (de 1130) du grand chœur de l'abbaye Saint-Georges à Ratisbonne. Cette abbaye est en fait la chapelle de l'ancien monastère de Prüfening fondé en 1119 par l'évêque Othon Ier.

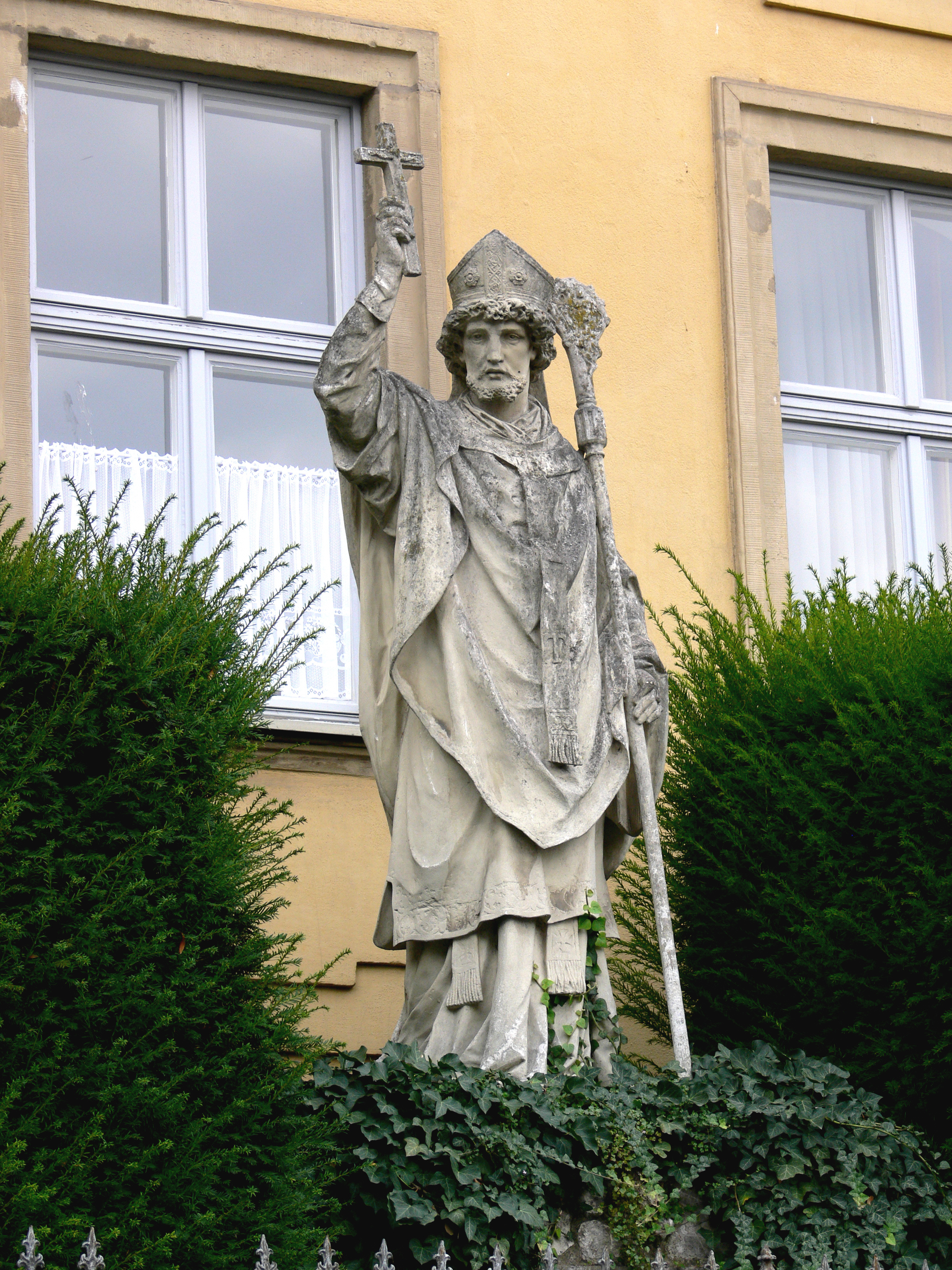
Statue sur la place Othon à Bamberg
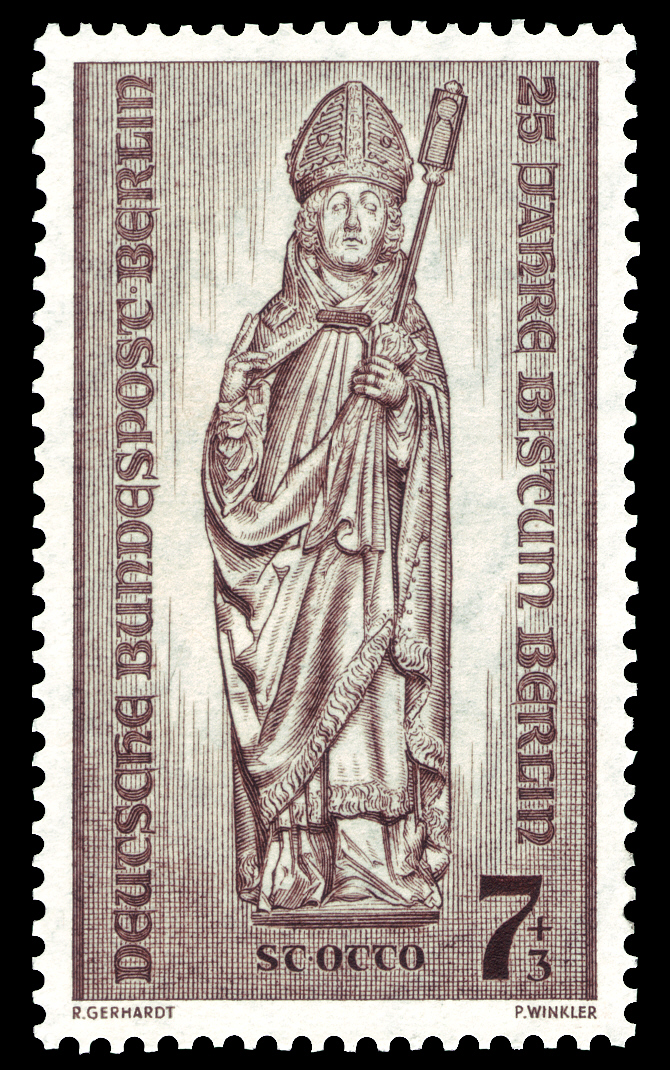
Timbre des postes fédérales (1955) commémorant les 25 ans du diocèse de Berlin
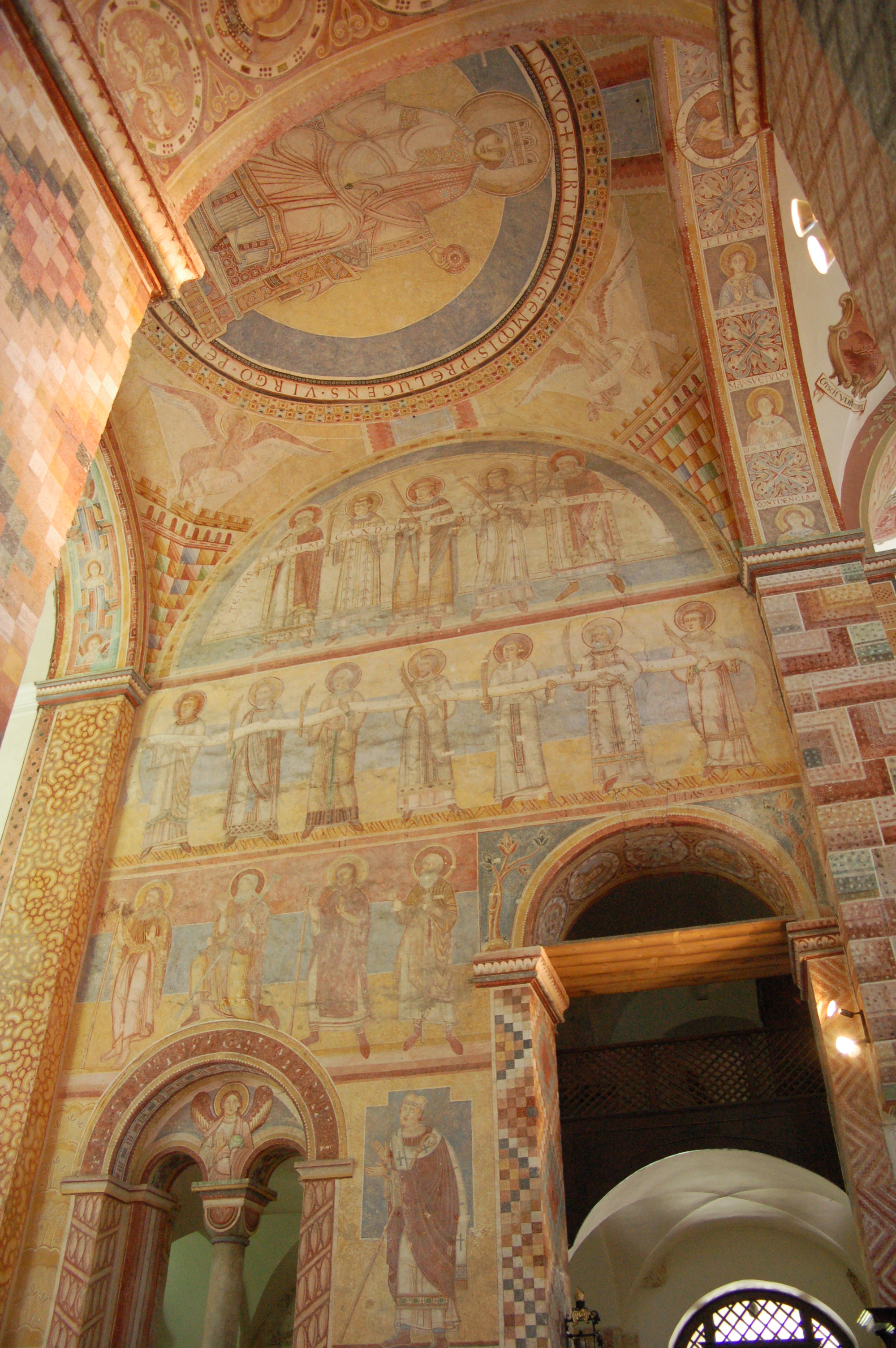
Fresque romane du chœur de la chapelle Saint-Georges. Othon de Bamberg est représenté en bas, au centre.